# Johann Kaspar Ruef

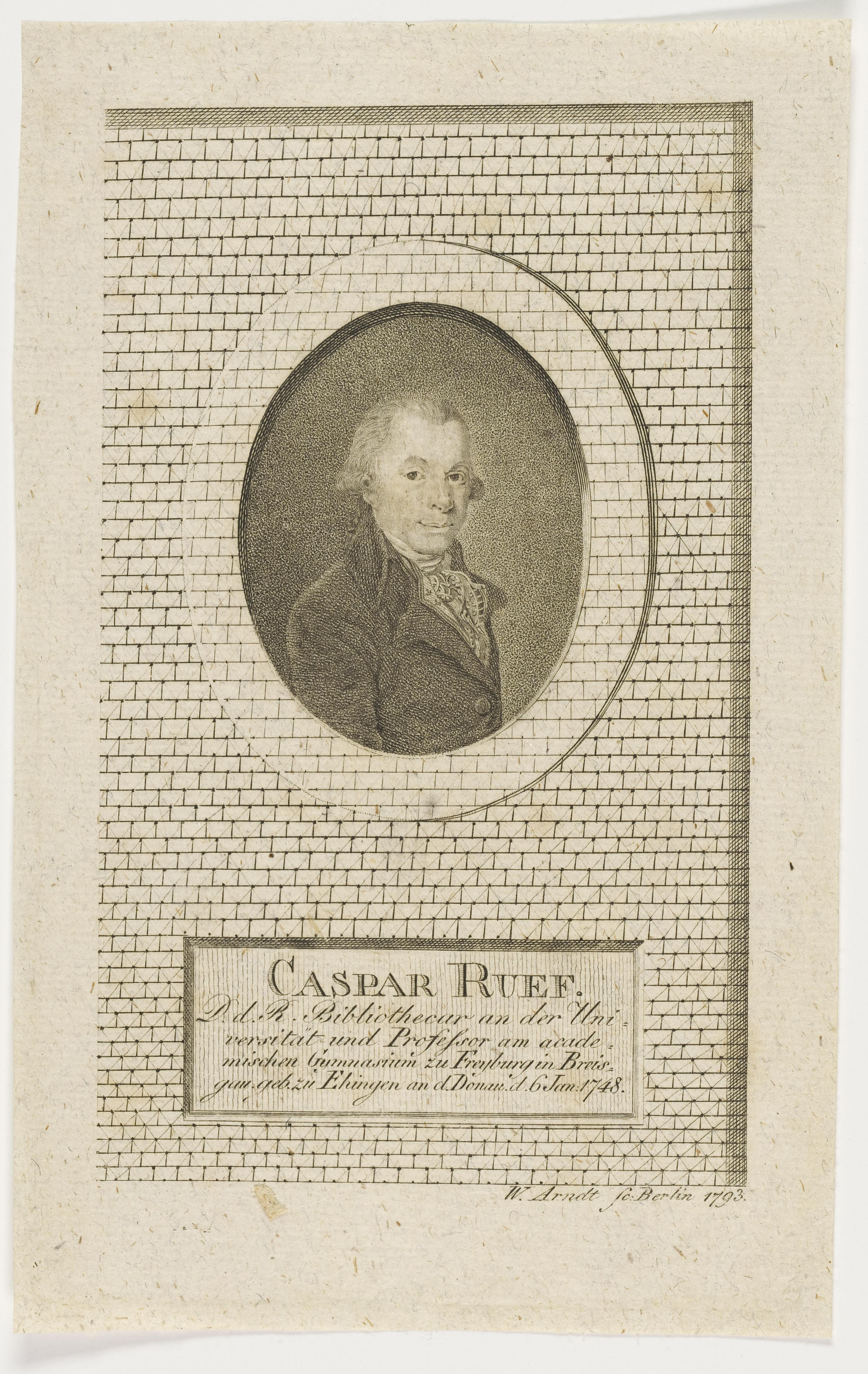
Johann Kaspar Ruef

Johann Kaspar Ruef (* 6. Januar 1748 in Ehingen (Donau); † 25. Januar 1825 in Freiburg im Breisgau) war Jurist und Bibliothekar. Er lehrte als Professor in Freiburg.

## Ausbildung
Nach einem hervorragenden Schulabschluss am Ehinger Lyzeum studierte Ruef vom Wintersemester 1764 ab Theologie in Freiburg. Schon mit 19 Jahren erwarb er den Baccalaureus, war aber für die priesterlichen Weihen noch zu jung, so dass er sich der Rechtswissenschaft zuwandte. Mit der Aufhebung des Jesuitenordens 1773 durch Papst Clemens XIV. wehte der Geist der Aufklärung auch durch die habsburgischen Territorien. Als der junge Ruef sich für ein Lehramt interessierte, schickte ihn die vorderösterreichische Regierung nach Wien, damit er sich mit dem neuen josephinischen Lehrplan für Gymnasien vertraut mache. In Wien studierte er Griechisch, erwarb anschließend in Freiburg die akademische Würde eines Magisters art. liberal. et phil. und wurde am 14. Dezember 1776 Lehrer für Poetik und ab 1778 auch für Griechisch am akademischen Gymnasium (heute: Berthold-Gymnasium).

## Beruflicher Werdegang
Ruef wurde 1785 zum Doktor der Rechtswissenschaften promoviert und war ab 1786 Bibliothekar an der Universitätsbibliothek. Er kümmerte sich um deren Neuordnung und Katalogisierung, die er am 26. August 1788 abschloss. Nachdem die Benediktiner 1792 das akademische Gymnasium übernommen hatten, verlor Ruef seine Lehrerstelle, doch die Universität berief ihn am 22. August 1797 zum Professor für römisches Zivilrecht verbunden mit einer Ratsstelle am Appellationsgericht. Mit dem Übergang Freiburgs an Baden verlor Ruef 1807 zwar dieses Amt, behielt jedoch mit dem Titel Hofrat seine Professur. Von 1810 bis 1812 war Ruef Prorektor der Universität und von 1812 bis 1813 der Redner der Freiburger Freimaurerloge Zur edlen Aussicht. Außerdem war er Mitglied des Illuminatenordens. Nach dem Tode des Kirchenrechtlers Josef Anton Sauter erhielt Ruef 1818 zusätzlich dessen Lehrstuhl verbunden mit der Ernennung zum Geheimen Hofrat.

## Literarische Tätigkeit
Die literarische Tätigkeit Ruefs in den Jahren 1782 bis 1793 ist von seinem Josephinismus geprägt, indem er für volle Gewissensfreiheit, christliche Toleranz, Ausrottung des Aberglaubens und Besserung des Kirchenwesens in allen Belangen eintrat. Bei seinen Lehrern entschuldigte er sich: Ich muß den ehrlichen Männern aus der Gesellschaft Jesu nachsagen: sie sind alle unschuldig an meinen Ketzereien. Von 1782 bis 1787 gab er zusammen mit Sauter und dem Theologen Matthias Dannenmayer die Zeitschrift Der Freymüthige heraus. Diese philosophisch liberale Veröffentlichung hatte zum Ziel, verkannte Wahrheiten zu verbreiten, schädliche Vorurteile, abergläubische Torheiten und Mißbräuche zu bestreiten; Menschenliebe und Duldung allgemeiner zu machen, überhaupt zur Aufklärung des Verstandes und Besserung des Herzens beizutragen. Da urteilte im fernen Göttingen sogar Georg Christoph Lichtenberg: Nach den jetzigen Zeitläuften ist der Freymüthige allein eine Universität wert. Die meisten Beiträge der Zeitschrift, die auch die kaiserlichen Verordnungen in Kirchensachen mitteilte, entstammten der Feder Ruefs und gefielen anfänglich bei Hofe so, dass Joseph befahl, den betreffenden Professoren die allerhöchste Zufriedenheit zu erkennen zu geben. Spätestens 1787 jedoch verstimmte der freimütige Ton des Freymüthigen die Obrigkeit dermaßen, dass Ruef die Zeitschrift einstellte und ab 1788 als Fortsetzung seiner aufklärerischen Bemühungen die rein theologisch ausgerichteten Freiburger Beiträge zur Beförderung des ältesten Christenthums und der neuesten Philosophie herausgab. Ruef präzisierte als Zielsetzung seiner neuen Schrift: Rettung des Rechtes der eigenen Untersuchung, Vertheidigung des biblischen Christenthumes und Bestreitung des Unglaubens sowohl, als des Aberglaubens, des Köhlerglaubens und der Schwärmerei, Erweckung des wahren christlichen Geistes der Duldung, der Eintracht unter den Christen.
Infolge der revolutionären Ereignisse in Frankreich und mit dem Tod Josephs II. nahm die kirchenpolitische Strömung in Wien unter seinem Nachfolger Leopold II. eine reaktionäre Richtung ein. Am 15. März 1793 erging ein Hofdekret an die vorderösterreichische Regierung, des Prof. R. Freiburger Beiträge allgemein zu verbieten, den ferneren Verkauf des ganzen Werks nicht zu gestatten, und dem R. daher nicht nur die weitere Fortsetzung desselben, sondern auch die Herausgabe ähnlicher Werke und Schriften, bei Vermeidung der schärfsten Bestrafung zu verbieten. Der vorderösterreichische Regierungspräsident Joseph Thaddäus von Sumerau, jeder radikalen Entwicklung abhold, beeilte sich, die schädlichen Grundsätze unverzüglich aus dem Verkehr zu ziehen. Damit war Ruef bis zum Übergange des Breisgau an Baden eine literarische Tätigkeit unmöglich, doch er blieb seinen liberalen Ideen auf kirchlichem Gebiet treu. Zu Ruefs Einstellung passt, dass er 1807 zu den Gründungsmitgliedern der Freiburger Lesegesellschaft gehörte, die sich zum Ziel gesetzt hatte, im vergrößerten Baden den katholischen Süden mit dem protestantischen Norden zu vermählen, wie es der Dichter Johann Georg Jacobi ausdrückte.